# ツィンマーマン (ピアノ)
ツィンマーマン（Zimmermann）は、ドイツのピアノメーカー、ブランドであり、1992年からはC・ベヒシュタイングループに属している。Gebr. Zimmermann（ツィンマーマン兄弟）としてマックス・ツィンマーマンとリヒャルト・ツィンマーマンによって創業された（後に社名はLeipziger Pianoforte-Fabrik Gebr. Zimmermann Aktiengesellschaftに改名）。その一方で、ベヒシュタインの全てのアップライトピアノおよびグランドピアノはザイフヘナースドルフにあるかつてのツィンマーマンの工場で製造されている。ツィンマーマンの歴史的な生産拠点はメルカウ、アイレンベルク、およびコッタ（ドレスデン）である。現在、ツィンマーマンブランドのピアノはベヒシュタインが設計し、中国の海倫鋼琴（ハイルンピアノ）が製造している。

## 歴史
マックスとリヒャルト・ツィンマーマン兄弟はライプツィヒにある父親の工房で木工を学んだ。マックス・ツィンマーマンはその後ピアノ製作者のアウグスト・ヘルマン・フランケ（ライプツィヒ）、Robert Seitz（ライプツィヒ）、Philippi Frères（フランクフルト・アム・マイン）、そしてスタインウェイ・アンド・サンズ（ハンブルク）で働いた。テオドール・シュタインヴェークはハンブルクからこの才能豊かな若者をニューヨークへ送り、 マックスは整音師としてスタインウェイ・ホールで働いた。
1884年、マックスとリヒャルト・ツィンマーマンはライプツィヒ・アレクサンダー通りに自身のピアノ工房「Gebr. Zimmermann」（ツィンマーマン兄弟）を設立した。1890年、ライプツィヒ・ツァイツァー通りに販売店を開いた。1892年には、ライプツィヒ近郊のメルカウに新たな生産施設を開いた。1895年、法人形態を株式会社（Aktiengesellschaft）に変更し、社名を「Leipziger Pianoforte-Fabrik Gebr. Zimmermann Aktiengesellschaft」とした。
| 1908年 | 400人 |
| 1914年 | 700人 |
| 1925年 | 750人 |
| 1931年 | 180人 |
| 1932年 | 2人   |

1904年、ツィンマーマン兄弟はピアノ工場を建設するためにアイレンベルクに居を定めた。兄弟はピアノの生産のために、アイレンベルクの北部（Jacobsplatz）にあった破産したコットン印刷業者「Ehrenberg und Richter」の元工場を高い設備投資額を使ってピアノ工場にした。この工場は年間1万台のピアノを生産する能力があった。1911年から1914年の期間の広告には、社名に当時事実上の本拠地であったアイレンベルクの地名が加えられていた。1911年、ザイフヘナースドルフに工場が開業した。年間生産数は1万2千台、従業員は1400人となったツィンマーマン社はヨーロッパ最大のピアノメーカーとなる成功を収めた。1914年にはアイレンベルクで700人を雇用し、ドイツセルロイド工場（DCF）に次いで都市で2番目の多い従業員を雇用する企業であった。第一次世界大戦中は、主に女性の人員が弾薬箱を生産した。戦後、少数のピアノ生産が再開した。
徐々に、ピアノの生産数は再び上昇し、1926年には4500台となった。しかし、会社は家具も製造した。同年、Gebrüder Zimmermannの生産はライプツィヒ近くのベーリッツ＝エーレンベルクにあるルートヴィヒ・フップフェルトAGと合併した。これによってヨーロッパで最大かつ現在は最古のピアノ工場ができあがった。それ以降、社名は「Leipziger Pianoforte- und Phonola-Fabriken Hupfeld-Gebr. Zimmermann AG Eilenburg」に改名された。1929年1月、アイレンベルク工場で大火があり、ライプツィヒ消防署の助けによってようやく鎮火した。同年の10月の頭に世界恐慌が起こった。1931年初頭、アイレンベルク工場は閉鎖され、生産はザイフヘナースドルへと移転した。メルカウにある工場は少なくとも1925年まで存在した。
1932年から1937年までアイレンベルク工場には国家社会主義ドイツ労働者党（NSDAP）の労働奉仕キャンプ3/14が置かれた。これが移転した1937年、フップフェルド＝ツィンマーマンAGが戻ってきた。現在の工場4では木材と金属の加工が行われている。第二次世界大戦中も軍需生産が行われた。1945年4月13日、アイレンベルクにおけるフップフェルド＝ツィンマーマン社の残る全ての従業員は解雇された。
1945年の後、会社は国有化され、「VEB Deutsche Piano-Union Leipzig」の下部組織となった。ツィンマーマンのブランドは存続した。
東西ドイツ統一後の1992年、C・ベヒシュタイン・ピアノフォルテファブリークがツィンマーマン社を買収し、ドイツにおける生産拠点をザイフヘナースドルフへ移転した。